# Rock Show
Rock Show è un album di Enrico Ruggeri, pubblicato nel 2008. È rimasto cinque settimane nella classifica FIMI, raggiungendo come picco la 13ª posizione. Si tratta di un concept album autobiografico.

## Tracce
1. Sulla strada – 4:33
2. La terra e la luna – 3:42
3. Rock show – 4:17
4. Leggo le carte – 3:57
5. Io respiro – 4:22
6. Cuore segreto – 4:25
7. Teneri amori – 4:16
8. La donna del campione – 3:20
9. Attimi – 3:53
10. Il cielo è qui – 3:57
11. Il giorno del black-out – 4:33

## Formazione
- Enrico Ruggeri – voce
- Luigi Schiavone – chitarra acustica, dobro, chitarra elettrica
- Lorenzo Poli – basso
- Marco Orsi – batteria
- Andrea Mirò – tastiera, cori, percussioni
- Davide Brambilla – fisarmonica, pianoforte, tromba
- Giorgio Cocilovo – chitarra classica
- Fabrizio Palermo – tastiera, cori
- Alessandro Valle – pedal steel guitar, banjo
- Giovanni Boscariol – organo Hammond, sintetizzatore
- Alessandro Bertozzi – sax